# هبة علوش
هبة فادي علوش (28 يونيو 2004) هي لاعبة كرة قدم لبنانية تلعب كمهاجمة لنادي نجوم الرياضة والمنتخب اللبناني.

## مهنة النادي
لعبت مع نادي نجوم الرياضة في الدوري اللبناني لكرة القدم للسيدات.

## مهنة دولية
أستدعيت للعب مع منتخب لبنان تحت 15 سنة لبطولة اتحاد غرب آسيا لكرة القدم للفتيات تحت 15 سنة 2018، والتي احتل الفريق فيها المركز الثاني. ساعدت لبنان تحت 18 سنة في الفوز بلقب بطولة اتحاد غرب آسيا لكرة القدم للفتيات تحت 18 سنة في عامي 2019 و 2022.
وفي 4 سبتمبر 2022، سجلت أول هدف دولي لها ضد منتخب سوريا في بطولة اتحاد غرب آسيا لكرة القدم 2022. ليحتل المنتخب المركز الثاني في البطولة.

## الحياة الشخصية
كان والدها، فادي علوش، لاعب كرة القدم أيضًا، ومثل لبنان دولياً.

## الإحصائيات

### دولية
| # | تاريخ         | مكان                       | الخصم | نتيجة | حصيلة | مسابقة                            |
| - | ------------- | -------------------------- | ----- | ----- | ----- | --------------------------------- |
| 1 | 4 سبتمبر 2022 | ستاد البتراء، عمان، الأردن | سوريا | 3–0   | 5-2   | بطولة اتحاد غرب آسيا للسيدات 2022 |

## الإنجازات
نجوم الرياضة
- الدوري اللبناني لكرة القدم للسيدات: 2021–22، 2022–23

لبنان تحت 15 سنة
- بطولة غرب آسيا تحت 15 سنة للفتيات: 2018

لبنان تحت 18 سنة
- بطولة غرب آسيا تحت 18 سنة للفتيات: 2019، 2022

لبنان
- وصيف بطولة اتحاد غرب آسيا لكرة القدم للسيدات: 2022

## روابط خارجية
- هبة علوش على موقع أف آي لبنان (FA Lebanon)